# Grammodes coomana
Grammodes coomana là một loài bướm đêm trong họ Erebidae.